# Salinas (Minas Gerais)
Salinas ist eine Gemeinde mit gut 40.000 Einwohnern im Nordosten des Bundesstaates Minas Gerais in Brasilien.

## Geographie
Der Ort liegt auf halbem Weg zwischen den beiden Großstädten Montes Claros und Vitória da Conquista etwa 50 km nördlich des Juscelino-Kubitschek-Kraftwerks, der mit über 200 m Fallhöhe höchsten Talsperre Brasiliens. Im Westen befindet sich etwa 200 km entfernt der Nationalpark Cavernas do Peruaçu.

## Wirtschaft
Seit dem 19. Dezember 2018 darf sich Salinas nach dem Nationalgetränk Brasiliens Capital Nacional da Cachaça nennen.

## Städtepartnerschaften
Partnerstadt ist das in  São Paulo, Brasilien gelegene Campinas.

## Persönlichkeiten
- Emanuel Messias de Oliveira (* 1948), Bischof
- Giovane Pereira de Melo (* 1959), Bischof